# Gliese 1061
Gliese 1061 este o stea pitică roșie situată la aproximativ 12 ani lumină de Pământ în constelația sudică Orologiul. Chiar dacă este o stea relativ apropiată, are o magnitudine vizuală aparentă de aprox. 13, prin urmare nu poate fi văzută cu ochiul liber (cel puțin cu un telescop de dimensiuni moderate).
Mișcarea proprie a stelei Gliese 1061 este cunoscută din 1974, dar s-a estimat că se găsește mai departe: la aprox. 25 ani-lumină distanță pe baza unei paralaxe estimată la 0,128". Distanța sa a fost determinată cu exactitate abia în 1997 de către echipa RECONS⁠(d). În acea perioadă, steaua era considerată ca fiind a 20-a cea mai apropiată de Soare. Echipa a remarcat faptul că multe alte stele asemănătoare vor fi probabil descoperite în apropierea Soarelui. 
Această stea este o pitică roșie foarte mică, slabă, aproape de limita masei inferioare a unei stele. Are o masă estimată la cca. 11,3% din masa Soarelui și doar 0,1% din luminozitatea stelei noastre.  Gliese 1061 nu are un exces semnificativ în infraroșu din cauza prafului circumstelar.

## Sistem planetar
La 13 august 2019, a fost descoperit un sistem planetar al stelei Gliese 1061 prin proiectul Red Dots de detectare a planetelor telurice în jurul stelelor pitice roșii din apropiere.  Planeta Gliese 1061 d orbitează în zona circumstanțială locuibilă a stelei sale și planeta Gliese 1061 c orbitează la  marginea interioară a zonei locuibile.  Gliese 1061 este o stea non-variabilă care nu suferă erupții, deci există o probabilitate mai mare ca exoplanetele să-și păstreze încă atmosfera dacă au avut vreodată una. 

### Gliese 1061 c
Gliese 1061 c (cunoscută și sub numele de GJ 1061 c) este o exoplanetă care orbitează în jurul stelei pitică roșie Gliese 1061, la 12 ani lumină distanță de Pământ.
Gliese 1061 c este cu 75% mai mare decât Pământul, primește cu 35% mai mult vânt stelar și are o temperatură de echilibru de 275 K (2 °C; 35 °F) . 
Gliese 1061 c orbitează steaua la fiecare 6,7 zile, deci este probabil în rotație sincronă cu steaua sa.
Este o exoplanetă mai caldă decât Pământul, cu o temperatură de echilibru cu aproape 20 K mai mare, astfel încât temperatura medie la suprafață ar putea fi în jur de 34 °C (307 K; 93 °F), cu condiția ca atmosfera să aibă o compoziție similară cu cea a Pământului.

### Gliese 1061 d
Gliese 1061 d este o exoplanetă potențial locuibilă care orbitează steaua pitică roșie Gliese 1061, la 12 ani lumină distanță. 
Se estimează că exoplaneta are o masă de 1,64 mase terestre, o temperatură de echilibru de 218 K (−55 °C; −67 °F) și o perioadă orbitală de 13 zile. Datorită axei semi-majore a lui Gliese 1061 d, este probabil ca exoplaneta să fie în rotație sincronă cu steaua sa.
Este o exoplanetă mai rece decât Pământul, cu o temperatură de echilibru de 218 K (−55 °C; −67 °F), deci temperatura medie la suprafață ar putea fi de aproximativ 250 K (−23 °C; −10 °F), cu condiția ca atmosfera să fie similară cu cea a Pământului.